# 基乌萨诺-达斯蒂
基乌萨诺-达斯蒂（義大利語：Chiusano d'Asti），是意大利阿斯蒂省的一个市镇。总面积2.48平方公里，人口230人，人口密度92.7人/平方公里（2009年）。ISTAT代码为005038。